# 카르솔리
카르솔리(이탈리아어: Carsoli)는 이탈리아 아브루초주 라퀼라도에 있는 코무네이다. 고대 로마 시대의 도시는 지금의 도시로부터 남동쪽 4km 거리에 있다.

## 역사
카라솔리(Carsioli) 또는 카르세올리(Carseoli)라고 불린 구 도시는 기원전 302년과 298년에 아이퀴의 마을로서 설립되었는데 그 이전에 세워진 고대 도시 알바 푸첸스(Alba Fucens)로 가는 길을 지키기 위해 조성한 것으로 보인다. 기원전 211년에 한니발에 대항하는 전쟁에서 재화와 인력을 제공하지 못한것에 항의한 30개의 라틴 식민지 중에서 떨어져 나간 12곳 중 하나로 언급된다. 기원전 168년에는 정치적 수용범을 가두는 곳으로 알려졌다. 동맹시 전쟁때 파괴되었지만, 그 이후에 뮤니시퓸이 된것으로 보인다. 1세기에 농업 서술가 콜루멜라는 이곳에 사유지를 소유하고 있었다.

866년 오늘날의 카르솔리가 처음 나타났으며 구 도시는 13세기 이후 버려졌다

## 볼거리
구 도시에 직사각형 벽돌로 세운 도시 성벽 흔적이 남아 있는데, 성벽은 본래 응회암으로 만들었다가 나중에 석회암으로 다시 만들었다. 사원의 주춧돌이나 기초 부분을 비롯해 몇 채의 고대 건물과 발레리아 가도로부터 갈라지는 고대 샛길도 남아 있다. 97년 네르바에 의해 만들어진 발레리아 가도의 43 마일표는 여전히 본래의 자리나 그 근처에 있다.
고대 도시에서 북서쪽으로 2km 지점에 고대 도수관 유적이 있다.